# India az 1992. évi nyári olimpiai játékokon
India a spanyolországi Barcelonában megrendezett 1992. évi nyári olimpiai játékok egyik részt vevő nemzete volt. Az országot az olimpián 12 sportágban 52 sportoló képviselte, akik érmet nem szereztek.

## Asztalitenisz
Férfi
| Versenyző                      | Versenyszám | Csoportkör | Csoportkör | Nyolcaddöntő      | Negyeddöntő       | Elődöntő          | Döntő             | Helyezés |
| Versenyző                      | Versenyszám | Ellenfél Eredmény | Hely.      | Ellenfél Eredmény | Ellenfél Eredmény | Ellenfél Eredmény | Ellenfél Eredmény | Helyezés |
| ------------------------------ | ----------- | --- | ---------- | ----------------- | ----------------- | ----------------- | ----------------- | -------- |
| Csetan Babúr                   | Egyes       | P csoport · Carl Prean (GBR) · 0-2 · Cshö Gjongszop (Choi Kyong-Sob) (PRK) · 0-2 · Roberto Casares (ESP) · 1-2                                                                                              | 4.         | kiesett           | kiesett           | kiesett           | kiesett           | 49.      |
| Kamles Mehta                   | Egyes       | H csoport · Lü Lin (CHN) · 2-0 · Abdelhadi Legdali (MAR) · 2-1 · Kim Thekszu (Kim Taek-Su) (KOR) · 1-2 | 2.         | kiesett           | kiesett           | kiesett           | kiesett           | 17.      |
| Szudzsaj Ghorpade Kamles Mehta | Páros       | E csoport · Független résztvevők (IOP) · Slobodan Grujić · Ilija Lupulesku · 0-2 · Svédország (SWE) · Mikael Appelgren · Jan-Ove Waldner · 0-2 · Japán (JPN) · Nakamura Kindzsiró · Vatanabe Takehiró · 0-2 | 4.         |                   | kiesett           | kiesett           | kiesett           | 25.      |

Női
| Versenyző      | Versenyszám | Csoportkör                                                                                      | Csoportkör | Nyolcaddöntő      | Negyeddöntő       | Elődöntő          | Döntő             | Helyezés |
| Versenyző      | Versenyszám | Ellenfél Eredmény                                                                               | Hely.      | Ellenfél Eredmény | Ellenfél Eredmény | Ellenfél Eredmény | Ellenfél Eredmény | Helyezés |
| -------------- | ----------- | ----------------------------------------------------------------------------------------------- | ---------- | ----------------- | ----------------- | ----------------- | ----------------- | -------- |
| Nijati Roj-Sáh | Egyes       | J csoport · Jasna Fazlić (IOP) · 0-2 · Otilia Bădescu (ROU) · 0-2 · Marisel Ramírez (CUB) · 2-0 | 3.         | kiesett           | kiesett           | kiesett           | kiesett           | 33.      |

## Atlétika
Férfi
| Versenyző       | Versenyszám | Előfutam | Előfutam | Előfutam | Döntő   | Döntő    |
| Versenyző       | Versenyszám | Idő      | Hely.    | Össz.    | Idő     | Helyezés |
| --------------- | ----------- | -------- | -------- | -------- | ------- | -------- |
| Bahádur Praszad | 5000 m      | 13:50,71 | 8.       | 29.      | kiesett | kiesett  |

Női
| Versenyző           | Versenyszám | Előfutam | Előfutam | Előfutam | Elődöntő | Elődöntő | Elődöntő | Döntő   | Döntő    |
| Versenyző           | Versenyszám | Idő      | Hely.    | Össz.    | Idő      | Hely.    | Össz.    | Idő     | Helyezés |
| ------------------- | ----------- | -------- | -------- | -------- | -------- | -------- | -------- | ------- | -------- |
| Sini Ábrahám-Vilzon | 800 m       | 2:01,90  | 4.       | 21.      | kiesett  | kiesett  | kiesett  | kiesett | kiesett  |

## Birkózás
Kötöttfogású
| Versenyző     | Versenyszám | Csoportkör | Csoportkör | Helyosztók        | Helyosztók                          | Helyosztók        | Bronz- mérkőzés   | Döntő             | Helyezés    |
| Versenyző     | Versenyszám | Csoportkör | Csoportkör | 9. helyért        | 7. helyért                          | 5. helyért        | Bronz- mérkőzés   | Döntő             | Helyezés    |
| Versenyző     | Versenyszám | Ellenfél Eredmény | Hely.      | Ellenfél Eredmény | Ellenfél Eredmény                   | Ellenfél Eredmény | Ellenfél Eredmény | Ellenfél Eredmény | Helyezés    |
| ------------- | ----------- | --- | ---------- | ----------------- | ----------------------------------- | ----------------- | ----------------- | ----------------- | ----------- |
| Pappu Dzsadav | 48 kg       | B csoport · Faragó József (HUN) · 19-3 · Mohammed Hasszún (SYR) · 5-2 · Majid Reza Simkhah Asil (IRI) · 1-11 · Vincenzo Maenza (ITA) · 0-15 | 4.         |                   | Lars Rønningen (NOR) · visszalépett |                   |                   |                   | 8.          |
| M. R. Patil   | 62 kg       | A csoport · Ahad Pazach (IRI) · 3-14 · Hugo Dietsche (SUI) · 0-5                                                                            | 9.         | kiesett           | kiesett                             | kiesett           | kiesett           | kiesett           | helyezetlen |

Szabadfogású
| Versenyző            | Versenyszám | Csoportkör | Csoportkör | Helyosztók        | Helyosztók        | Helyosztók                   | Bronz- mérkőzés   | Döntő             | Helyezés    |
| Versenyző            | Versenyszám | Csoportkör | Csoportkör | 9. helyért        | 7. helyért        | 5. helyért                   | Bronz- mérkőzés   | Döntő             | Helyezés    |
| Versenyző            | Versenyszám | Ellenfél Eredmény | Hely.      | Ellenfél Eredmény | Ellenfél Eredmény | Ellenfél Eredmény            | Ellenfél Eredmény | Ellenfél Eredmény | Helyezés    |
| -------------------- | ----------- | --- | ---------- | ----------------- | ----------------- | ---------------------------- | ----------------- | ----------------- | ----------- |
| Anil Kumár           | 52 kg       | A csoport · Ahmet Orel (TUR) · 1-17 · Majid Torkan (IRI) · 1-16                                                                                               | 8.         | kiesett           | kiesett           | kiesett                      | kiesett           | kiesett           | helyezetlen |
| Asok Kumár           | 57 kg       | B csoport · Oveyss Mallahi (IRI) · 2-6 · Remzi Musaoğlu (TUR) · 0-7                                                                                           | 8.         | kiesett           | kiesett           | kiesett                      | kiesett           | kiesett           | helyezetlen |
| Dharán Szingh Dahija | 62 kg       | B csoport · Jeórjiosz Musztópulosz (GRE) · 4-6 · Martin Müller (SUI) · 2-8                                                                                    | 10.        | kiesett           | kiesett           | kiesett                      | kiesett           | kiesett           | helyezetlen |
| Szubhas Verma        | 100 kg      | A csoport · Pétrosz Búrndulisz (GRE) · 5-0 · Arvi Aavik (EST) · 3-0 · Kazem Gholami (IRI) · 3-2 · Mark Coleman (USA) · 2-9 · Kim Theu (Kim Tae-u) (KOR) · 1-2 | 3.         |                   |                   | Andrzej Radomski (POL) · 0-2 |                   |                   | 6.          |

## Cselgáncs
Férfi
| Versenyző                | Versenyszám | Selejtező                        | 32-es főtábla                        | Nyolcaddöntő                         | Negyeddöntő       | Elődöntő          | Vigaszág első kör | Vigaszág nyolcaddöntő | Vigaszág negyeddöntő | Vigaszág elődöntő | Bronz- mérkőzés   | Döntő             | Helyezés |
| Versenyző                | Versenyszám | Ellenfél Eredmény                | Ellenfél Eredmény                    | Ellenfél Eredmény                    | Ellenfél Eredmény | Ellenfél Eredmény | Ellenfél Eredmény | Ellenfél Eredmény     | Ellenfél Eredmény    | Ellenfél Eredmény | Ellenfél Eredmény | Ellenfél Eredmény | Helyezés |
| ------------------------ | ----------- | -------------------------------- | ------------------------------------ | ------------------------------------ | ----------------- | ----------------- | ----------------- | --------------------- | -------------------- | ----------------- | ----------------- | ----------------- | -------- |
| Narinder Szingh          | Légsúly     | Ahmed El-Sayed (EGY) · 0000-0100 | kiesett                              | kiesett                              | kiesett           | kiesett           |                   |                       |                      |                   |                   |                   | 35.      |
| Szandíp Bjala            | Harmatsúly  | erőnyerő                         | Mansour Al-Soraihi (YEM) · 1000-0000 | Jean Pierre Cantin (CAN) · 0000-0010 | kiesett           | kiesett           |                   |                       |                      |                   |                   |                   | 20.      |
| Radzsinder Kumár Dhanger | Középsúly   | erőnyerő                         | Okada Hirotaka (JPN) · 0000-1000     | kiesett                              | kiesett           | kiesett           |                   |                       |                      |                   |                   |                   | 21.      |
| Kavasz Billimoria        | Nehézsúly   |                                  | Igor Muller (LUX) · 0000-1000        | kiesett                              | kiesett           | kiesett           |                   |                       |                      |                   |                   |                   | 21.      |

Női
| Versenyző      | Versenyszám | Selejtező         | Nyolcaddöntő                        | Negyeddöntő       | Elődöntő          | Vigaszág nyolcaddöntő | Vigaszág negyeddöntő | Vigaszág elődöntő | Bronz- mérkőzés   | Döntő             | Helyezés |
| Versenyző      | Versenyszám | Ellenfél Eredmény | Ellenfél Eredmény                   | Ellenfél Eredmény | Ellenfél Eredmény | Ellenfél Eredmény     | Ellenfél Eredmény    | Ellenfél Eredmény | Ellenfél Eredmény | Ellenfél Eredmény | Helyezés |
| -------------- | ----------- | ----------------- | ----------------------------------- | ----------------- | ----------------- | --------------------- | -------------------- | ----------------- | ----------------- | ----------------- | -------- |
| Szangita Mehta | Nehézsúly   | erőnyerő          | Supatra Yompakdee (THA) · 0000-1000 | kiesett           | kiesett           |                       |                      |                   |                   |                   | 16.      |

## Gyeplabda

### Férfi
| Indiai férfi gyeplabdacsapat-játékoskeret | Indiai férfi gyeplabdacsapat-játékoskeret |
| --- | --- |
| - Sakíl Ahmed - Asis Kumár Ballal - Darril D'Szouza - Adzsit Lakra - Mukes Kumár Nandanúri - Ravi Najakar - Dhanradzs Pillai - Cseppudira Pónacsa | - Dzsagdev Szingh Rai - Dzsúd Szebasztián - Didar Szingh - Harprít Szingh - Dzsagbir Szingh - Pargat Szingh - Szukhdzsit Szingh - Szövetségi kapitány: Szukhvir Szingh Grevál |

#### Eredmények
Csoportkör
A csoport
| Csapat               | M | Gy | D | V | G+ | G– | Gk  | P |
| -------------------- | - | -- | - | - | -- | -- | --- | - |
| Ausztrália (AUS)     | 5 | 4  | 1 | 0 | 20 | 2  | +18 | 9 |
| Németország (GER)    | 5 | 4  | 1 | 0 | 16 | 4  | +12 | 9 |
| Nagy-Britannia (GBR) | 5 | 3  | 0 | 2 | 7  | 10 | –3  | 6 |
| India (IND)          | 5 | 2  | 0 | 3 | 4  | 8  | –4  | 4 |
| Argentína (ARG)      | 5 | 1  | 0 | 4 | 3  | 12 | –9  | 2 |
| Egyiptom (EGY)       | 5 | 0  | 0 | 5 | 4  | 18 | –14 | 0 |

| 1992. július 26. 16:00 | India (IND) | 0–3   | Németország (GER)       | Játékvezetők: Alan Waterman (CAN) Santiago Valera (ESP) |
| 1992. július 26. 16:00 |             | (0–1) | Fischer Blunck S. Tewes | Játékvezetők: Alan Waterman (CAN) Santiago Valera (ESP) |

| 1992. július 28. 9:45 | India (IND) | 1–0   | Argentína (ARG) | Játékvezetők: Nyikolaj Sztyepanov (RUS) Santiago Valera (ESP) |
| 1992. július 28. 9:45 | P. Szingh   | (1–0) |                 | Játékvezetők: Nyikolaj Sztyepanov (RUS) Santiago Valera (ESP) |

| 1992. július 30. 10:15 | Nagy-Britannia (GBR) | 3–1   | India (IND) | Játékvezetők: Peter Von Reth (NED) Jose Gortazar (ESP) |
| 1992. július 30. 10:15 | Hill Thompson Kerly  | (1–0) | Szebasztián | Játékvezetők: Peter Von Reth (NED) Jose Gortazar (ESP) |

| 1992. augusztus 1. 20:00 | Ausztrália (AUS) | 1–0   | India (IND) | Játékvezetők: Jose Gortazar (ESP) Adriano De Vecchi (ITA) |
| 1992. augusztus 1. 20:00 | Stacy            | (1–0) |             | Játékvezetők: Jose Gortazar (ESP) Adriano De Vecchi (ITA) |

| 1992. augusztus 3. 17:30 | India (IND)           | 2–1   | Egyiptom (EGY)   | Játékvezetők: Mohamed Iqbal Bali (PAK) Guillaume Langle (FRA) |
| 1992. augusztus 3. 17:30 | Nandanúri Dzs. Szingh | (2–0) | G. Fawzi Mohamed | Játékvezetők: Mohamed Iqbal Bali (PAK) Guillaume Langle (FRA) |

Az 5–8. helyért
| 1992. augusztus 5. 17:30 | Spanyolország (ESP) | 2–0   | India (IND) | Játékvezetők: Graham Nash (GBR) Alan Waterman (CAN) |
| 1992. augusztus 5. 17:30 | Iglesias Freixa     | (0–0) |             | Játékvezetők: Graham Nash (GBR) Alan Waterman (CAN) |

A 7. helyért
| 1992. augusztus 6. 17:30 | Új-Zéland (NZL)    | 2–3   | India (IND)           | Játékvezetők: Nyikolaj Sztyepanov (RUS) Peter Von Reth (NED) |
| 1992. augusztus 6. 17:30 | Radovonich C. Russ | (1–2) | Nandanúri 2 P. Szingh | Játékvezetők: Nyikolaj Sztyepanov (RUS) Peter Von Reth (NED) |

| Csapat      | Helyezés |
| ----------- | -------- |
| India (IND) | 7.       |

## Íjászat
Férfi
| Versenyző                                     | Versenyszám | Selejtező | Selejtező | Selejtező | Selejtező | Selejtező | Selejtező | Selejtező | Selejtező | Selejtező | Selejtező | Kieséses szakasz                      | Kieséses szakasz                                                                                       | Kieséses szakasz  | Kieséses szakasz  | Kieséses szakasz  | Helyezés |
| Versenyző                                     | Versenyszám | 30 m      | 30 m      | 50 m      | 50 m      | 70 m      | 70 m      | 90 m      | 90 m      | Pont      | Hely.     | 32-es főtábla                         | Nyolcaddöntő                                                                                           | Negyeddöntő       | Elődöntő          | Döntő             | Helyezés |
| Versenyző                                     | Versenyszám | Pont      | Hely.     | Pont      | Hely.     | Pont      | Hely.     | Pont      | Hely.     | Pont      | Hely.     | Ellenfél Eredmény                     | Ellenfél Eredmény                                                                                      | Ellenfél Eredmény | Ellenfél Eredmény | Ellenfél Eredmény | Helyezés |
| --------------------------------------------- | ----------- | --------- | --------- | --------- | --------- | --------- | --------- | --------- | --------- | --------- | --------- | ------------------------------------- | --- | ----------------- | ----------------- | ----------------- | -------- |
| Dhulcsand Damor                               | Egyéni      | 338       | 58.       | 291       | 70.       | 310       | 55.       | 273       | 57.       | 1212      | 66.       | kiesett                               | kiesett                                                                                                | kiesett           | kiesett           | kiesett           | 66.      |
| Csangte Lalremszaga                           | Egyéni      | 333       | 66.       | 314       | 44.       | 316       | 43.       | 280       | 47.       | 1243      | 53.       | kiesett                               | kiesett                                                                                                | kiesett           | kiesett           | kiesett           | 53.      |
| Limba Rám                                     | Egyéni      | 351       | 9.        | 325       | 12.       | 337       | 2.        | 293       | 25.       | 1306      | 11.       | Claude Rousseau (CAN) (22.) · 100-102 | kiesett                                                                                                | kiesett           | kiesett           | kiesett           | 23.      |
| Dhulcsand Damor Csangte Lalremszaga Limba Rám | Csapat      | 1022      | 15.       | 930       | 17.       | 963       | 5.        | 846       | 15.       | 3761      | 15.       |                                       | Egyesített Csapat (EUN) · Vlagyimir Jesejev · Vagyim Sikarev · Sztanyiszlav Zabrodszkij (2.) · 220-241 | kiesett           | kiesett           | kiesett           | 16.      |

## Ökölvívás
| Versenyző               | Versenyszám  | Selejtező                   | Nyolcaddöntő              | Negyeddöntő       | Elődöntő          | Döntő             | Helyezés |
| Versenyző               | Versenyszám  | Ellenfél Eredmény           | Ellenfél Eredmény         | Ellenfél Eredmény | Ellenfél Eredmény | Ellenfél Eredmény | Helyezés |
| ----------------------- | ------------ | --------------------------- | ------------------------- | ----------------- | ----------------- | ----------------- | -------- |
| Radzsendra Praszád      | Papírsúly    | Andrzej Rżany (POL) · 6-12  | Roel Velasco (PHI) · 6-15 | kiesett           | kiesett           | kiesett           | 9.       |
| Dharmendra Jádav        | Légsúly      | Kovács István (HUN) · 5-21  | kiesett                   | kiesett           | kiesett           | kiesett           | 17.      |
| Dévaradzsan Venkateszan | Harmatsúly   | Joel Casamayor (CUB) · 7-13 | kiesett                   | kiesett           | kiesett           | kiesett           | 17.      |
| Nárendar Biszth Szingh  | Pehelysúly   | Carlos Gerena (PUR) · 11-20 | kiesett                   | kiesett           | kiesett           | kiesett           | 17.      |
| Szandíp Gollen          | Kisváltósúly | Laïd Bouneb (ALG) · 4-11    | kiesett                   | kiesett           | kiesett           | kiesett           | 17.      |

## Sportlövészet
Női
| Versenyző    | Versenyszám           | Selejtező | Selejtező | Döntő   | Döntő    |
| Versenyző    | Versenyszám           | Pont      | Helyezés  | Pont    | Helyezés |
| ------------ | --------------------- | --------- | --------- | ------- | -------- |
| Abha Dhillan | Légpisztoly           | 366       | 45.*      | kiesett | kiesett  |
| Szoma Dutta  | Légpuska              | 383       | 35.*      | kiesett | kiesett  |
| Szoma Dutta  | Sportpuska, összetett | 572       | 22.*      | kiesett | kiesett  |

* - egy másik versenyzővel azonos eredményt ért el

## Súlyemelés
| Versenyző                  | Versenyszám | Szakítás | Szakítás | Lökés    | Lökés    | Összesen | Helyezés |
| Versenyző                  | Versenyszám | Eredmény | Helyezés | Eredmény | Helyezés | Összesen | Helyezés |
| -------------------------- | ----------- | -------- | -------- | -------- | -------- | -------- | -------- |
| Badathala Adiszekhar       | 52 kg       | 97,5     | 14.      | 125,0    | 9.       | 222,5    | 10.      |
| Ponnuszvámi Rangaszvámi    | 56 kg       | 102,5    | 18.      | 127,5    | 16.      | 230,0    | 18.      |
| Sivarádzs Nálamuthu Pillai | 60 kg       | 115,0    | 19.      | 140,0    | 21.      | 255,0    | 22.      |

## Tenisz
Férfi
| Versenyző                    | Versenyszám | 64-es főtábla                               | 32-es főtábla                                               | Nyolcaddöntő                                                              | Negyeddöntő                                                                   | Elődöntő          | Döntő             | Helyezés |
| Versenyző                    | Versenyszám | Ellenfél Eredmény                           | Ellenfél Eredmény                                           | Ellenfél Eredmény                                                         | Ellenfél Eredmény                                                             | Ellenfél Eredmény | Ellenfél Eredmény | Helyezés |
| ---------------------------- | ----------- | ------------------------------------------- | ----------------------------------------------------------- | ------------------------------------------------------------------------- | ----------------------------------------------------------------------------- | ----------------- | ----------------- | -------- |
| Rámes Krisnan                | Egyes       | Jim Courier (USA) · 2-6, 6-4, 1-6, 4-6      | kiesett                                                     | kiesett                                                                   | kiesett                                                                       | kiesett           | kiesett           | 33.      |
| Lijendar Pedzs               | Egyes       | Jaime Yzaga (PER) · 6-1, 6-7(4–7), 0-6, 0-6 | kiesett                                                     | kiesett                                                                   | kiesett                                                                       | kiesett           | kiesett           | 33.      |
| Rámes Krisnan Lijendar Pedzs | Páros       |                                             | Szlovénia (SLO) · Iztok Božic · Blaž Trupej · 6-3, 6-2, 6-2 | Ausztrália (AUS) · John Fitzgerald · Todd Woodbridge · 6-4, 7-5, 4-6, 6-1 | Horvátország (CRO) · Goran Ivanišević · Goran Prpić · 6-7(3–7), 7-5, 4-6, 3-6 | kiesett           | kiesett           | 5.       |

## Tollaslabda
| Versenyző                         | Versenyszám | Selejtező                                 | 32-es főtábla                                                            | Nyolcaddöntő                                      | Negyeddöntő       | Elődöntő          | Döntő             | Helyezés |
| Versenyző                         | Versenyszám | Ellenfél Eredmény                         | Ellenfél Eredmény                                                        | Ellenfél Eredmény                                 | Ellenfél Eredmény | Ellenfél Eredmény | Ellenfél Eredmény | Helyezés |
| --------------------------------- | ----------- | ----------------------------------------- | ------------------------------------------------------------------------ | ------------------------------------------------- | ----------------- | ----------------- | ----------------- | -------- |
| Dípankar Bhattacsarja             | Férfi egyes | Ivan Ivanov (BUL) · 15-4, 15-1            | Hannes Fuchs (AUT) · 8-15, 15-11, 15-11                                  | Csao Csien-hua (Zhao Jianhua) (CHN) · 4-15, 12-15 | kiesett           | kiesett           | kiesett           | 9.       |
| Vimal Kumár                       | Férfi egyes | Thomas Stuer-Lauridsen (DEN) · 6-15, 6-15 | kiesett                                                                  | kiesett                                           | kiesett           | kiesett           | kiesett           | 33.      |
| Madhumita Bist                    | Női egyes   | Elsa Nielsen (ISL) · 11-4, 11-2           | Joanne Muggeridge (GBR) · 7-11, 8-11                                     | kiesett                                           | kiesett           | kiesett           | kiesett           | 17.      |
| Dípankar Bhattacsarja Vimal Kumár | Férfi páros |                                           | Malajzia (MAS) · Jalani Sidek Mohamed · Razif Sidek Mohamed · 6-15, 3-15 | kiesett                                           | kiesett           | kiesett           | kiesett           | 17.      |

## Vitorlázás
Férfi
| Versenyző                    | Versenyszám    | Futam  | Futam | Futam | Futam | Futam | Futam | Futam | Pontszám | Helyezés |
| Versenyző                    | Versenyszám    | 1      | 2     | 3     | 4     | 5     | 6     | 7     | Pontszám | Helyezés |
| ---------------------------- | -------------- | ------ | ----- | ----- | ----- | ----- | ----- | ----- | -------- | -------- |
| Szájrusz Kama Faruk Tarapore | 470-es osztály | (44,0) | 24,0  | 19,0  | 19,0  | 27,0  | 28,0  | 30,0  | 147,0    | 23.      |